# Bruce Ackerman
Bruce Arnold Ackerman (New York, 19 agosto 1943) è un costituzionalista statunitense.
Sterling Professor di diritto e scienze politiche a Yale, autore di quindici libri che hanno avuto larga influenza in filosofia politica, diritto costituzionale e politica pubblica.
I suoi maggiori lavori includono La giustizia sociale nello stato liberale che, come Una teoria della giustizia di John Rawls propone esperimenti mentali per fornire una fondazione teorica da un punto di vista imparziale ad una società liberale. L'opera in più volumi We the People sulla storia costituzionale statunitense. Il suo più recente libro tradotto in italiano è La Costituzione di emergenza, Come salvaguardare libertà e diritti civili di fronte al pericolo del terrorismo.
The Stakeholder Society (scritto con Anne Alstott), è servito come base per la recente introduzione del Child Trust Fund nel Regno Unito da parte di Tony Blair.
Il professor Ackerman è membro dell'American Law Institute e dell'American Academy of Arts and Sciences. È stato insignito dell'ordine al merito francese e dell'Henry Phillips Prize da parte dell'American Philosophical Society per la carriera in giurisprudenza. Ha ricevuto il Bachelor of Arts dalla Harvard e il Bachelor of Laws dalla Yale University.